# 大野豊四
大野 豊四（おおの とよし、旧字体：大野 豐四、1872年2月7日（明治4年12月29日） - 1937年（昭和12年）7月19日）は、大日本帝国陸軍軍人。最終階級は陸軍中将。位階勲等功級は従三位勲二等功四級。

## 経歴・人物
佐賀県士族大野有禎の四男として生まれる。子に陸軍少将の大野武城がいる。
1892年（明治25年）陸軍士官学校第3期卒業。1899年（明治32年）陸軍大学校第13期卒業。
1912年（明治45年）3月に岩国連隊区司令官、同月11日に陸軍歩兵大佐、1912年（大正元年）9月に歩兵第15連隊長、1913年（大正2年）8月に第14師団参謀長、1915年（大正4年）8月に陸軍士官学校生徒隊長を経て、1917年（大正6年）8月に陸軍少将に昇進し、近衛歩兵第1旅団長を任ぜられた。
その後、1918年（大正7年）11月に朝鮮軍参謀長を経て、1921年（大正10年）7月に陸軍中将・第17師団長となり、1925年（大正14年）5月1日に待命、同月25日に予備役に編入した。
日清戦争および日露戦争に従軍し、その功より功五級および功四級金鵄勲章を賜った。

## 栄典
- 1893年（明治26年）5月10日 - 正八位[5]
- 1909年（明治42年）3月1日 - 正六位[6]
- 1912年（明治45年）5月10日 - 従五位[7]
- 1925年（大正14年）6月24日 - 従三位[8]

## 親族
- 妻：大野さく（長三洲の門人・佐本寿人の次女）[2]
- 男：大野武城（陸軍少将）[2]
- 長女：大野香（海軍大佐、寿電業社長・橋本宙二の妻）[2]
- 二女：大野栄子[2]
- 三女：大野和子[2]
- 四女：大野晃子（座間市長・佐藤弥斗祖母)[2]
- 五女：大野道子[2]